# La Mure-Argens
La Mure-Argens é uma comuna francesa na região administrativa da Provença-Alpes-Costa Azul, no departamento dos Alpes da Alta Provença. Estende-se por uma área de 34,73 km². Em 2010 a comuna tinha 327 habitantes (densidade: 9,4 hab./km²).